# Marktoffingen
Marktoffingen è un comune tedesco di 1 348 abitanti, situato nel land della Baviera.